# Adolf Lüchinger (Richter)
Adolf Lüchinger (* 16. März 1928 in Zürich; † 16. November 2020 in Lutry; heimatberechtigt in Zürich und in Oberriet) war ein Schweizer Jurist und Richter am Bundesgericht.

## Leben
Der Sohn vom Zürcher Stadtpräsidenten Adolf Lüchinger (1894–1949) absolvierte in Zürich und Genf ein Rechtsstudium. Er promovierte 1954 mit dem Titel Dr. iur. in Zürich. Danach war er als Auditor und Substitut des Gerichtsschreibers am Bezirksgericht Uster tätig. Er erhielt 1957 das Zürcher Anwaltspatent und eröffnete 1960 ein eigenes Anwaltsbüro in Zürich. Von 1960 bis 1963 war Lüchinger Ersatzrichter und ab 1963 nebenamtliches Mitglied des Verwaltungsgerichts des Kantons Zürich. Am 11. Dezember 1968 wurde er zum Bundesrichter gewählt; von 1983 bis 1988 präsidierte er die II. Zivilabteilung.

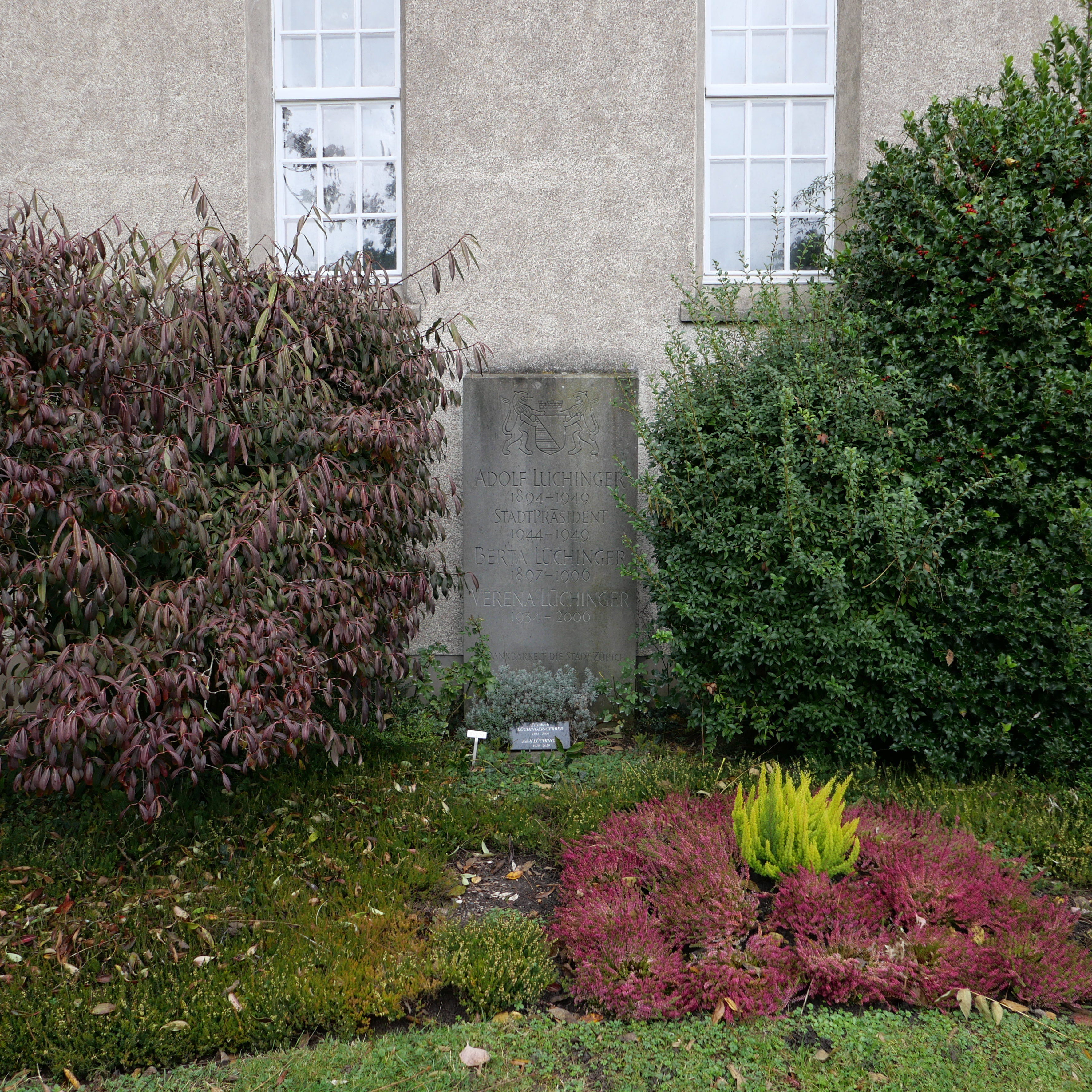
Das Familiengrab

Lüchinger war bis 1969 Vorstandsmitglied des Zürcher Anwaltsverbands und Mitglied des Verwaltungsrats des Zürcher Schauspielhauses und der Stiftungskommission der Pro Juventute. Zudem arbeitete er am Basler Kommentar zum Schweizer Privatrecht mit.
Lüchinger war verheiratet, Mitglied der SP Schweiz, hatte in der Schweizer Armee den Rang eines Gefreiten und erhielt 1993 die Ehrendoktorwürde der Universität Zürich.
Er starb während der COVID-19-Pandemie im November 2020 im Alter von 92 Jahren an den Folgen einer SARS-CoV-2-Infektion. Er fand seine letzte Ruhestätte auf dem Friedhof Hönggerberg im Familiengrab, in dem auch seine Eltern Adolf und Berta, geb. Appenzeller (1897–1996), seine Schwester Verena (1934–2006), und seine Frau Elisabeth, geb. Gerber (1933–2009), bestattet sind.